# Képes forgatókönyv

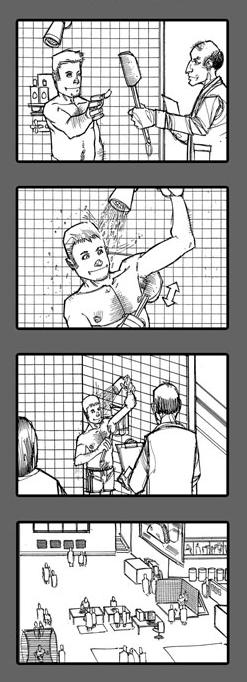

A képes forgatókönyv, angolul storyboard, a japán filmgyártásban ekonte (japánul: 絵コンテ) a filmgyártásban, filmanimációban használt eszköz, technikai forgatókönyv, melynek segítségével a történetet tudják vizuálisan megjeleníteni még a forgatás vagy animálás megkezdése előtt. A storyboard lehet egyszerű (vázlatos, pálcikaemberekkel), vagy részletesen, képregényszerűen megrajzolt is. Készülhet szabad kézzel vagy számítógépes rajzprogrammal is. Nemcsak az egyes jelenetek rajzos változatát tartalmazza, hanem gyakran a szereplők szövegét, illetve különféle technikai utasításokat is, mint például a kameramozgásra vagy a hang- és képeffektusokra vonatkozókat.